# Museu Théodore Monod de Arte Africana
 O Museu Théodore Monod de Arte Africana (Musée Théodore Monod d'Art africain) em Dakar, Senegal é um dos museus de arte mais antigos da África Ocidental. Foi promovido por Léopold Senghor, o primeiro presidente do país.
Foi originalmente chamado de Le Musée d'Art africain de l'Institut fondamental d'Afrique noire Cheikh Anta Diop IFAN/CAD e mais tarde renomeado Musée de l'Institut Fondamental d'Afrique Noire ou Museu IFAN de Arte Africana. Em dezembro de 2007, seu título oficial foi alterado para Museu Théodore Monod de Arte Africana (Musée Théodore Monod d'Art africain), em homenagem ao naturalista francês Théodore André Monod, ex-diretor do IFAN.
O museu faz parte do Instituto Fundamental da África Negra (IFAN), fundado em 1936 sob o governo da Frente Popular na França. Quando o IFAN foi transferido para a Universidade Cheikh Anta Diop em 1960, o edifício na Praça Soweto, perto da Assembleia Nacional do Senegal, foi convertido em museu. É hoje um dos mais prestigiados centros de estudo da cultura africana e faz parte da Universidade Cheikh Anta Diop. Como o principal centro de pesquisa cultural das colônias da África Ocidental Francesa, contém importantes coleções de toda a África francófona.
O museu é um dos locais regulares usados na exposição da Bienal de Dakar, mostrando arte de artistas contemporâneos africanos e da diáspora.